# Parasitismo

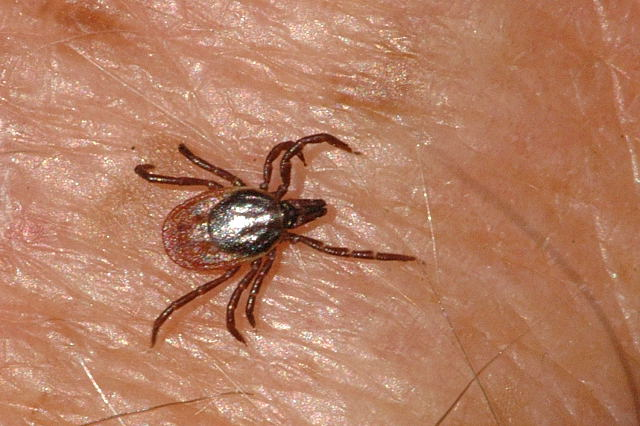
Un ectoparásito es un organismo que vive en el exterior de otro y se beneficia de la relación a expensas de éste. En la foto, una garrapata.

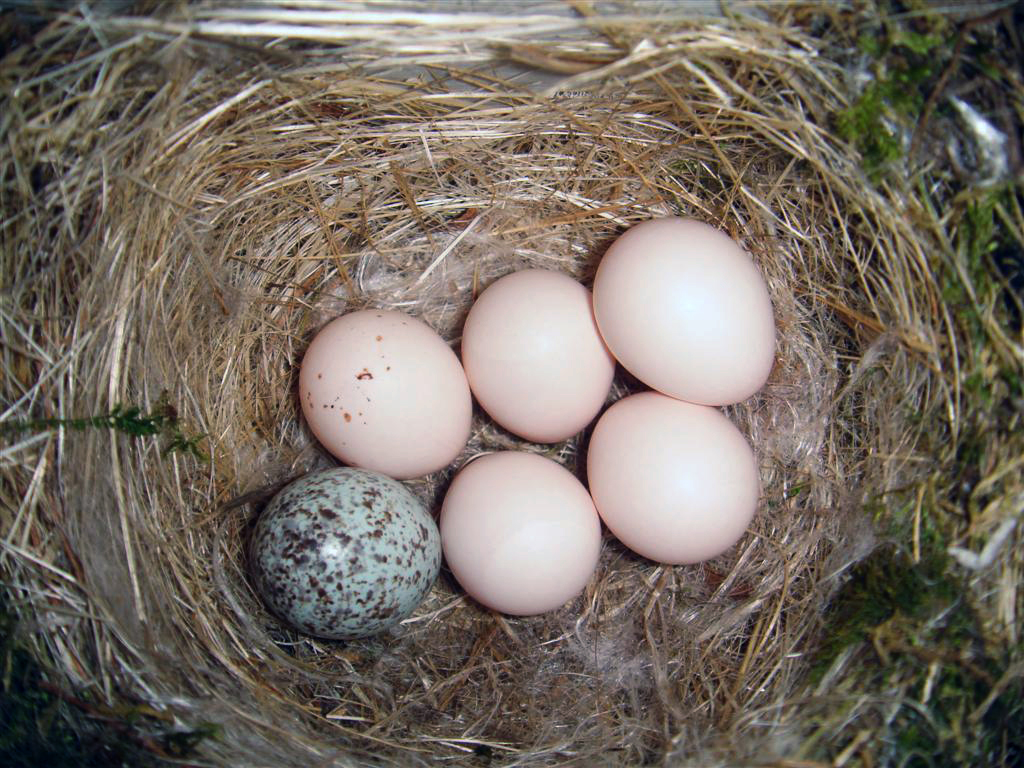
En el parasitismo de puesta, el parásito emplaza sus huevos en el nido del hospedador.

El parasitismo es un tipo de relación entre dos seres vivos, en la cual uno de los participantes, el parásito, depende del otro, el huésped, (también llamado hospedante, hospedador o anfitrión) y obtiene algún beneficio. En la mayoría de los casos de parasitismo el hospedador recibe un daño o perjuicio por parte del parásito en algún momento del ciclo. 

## Descripción

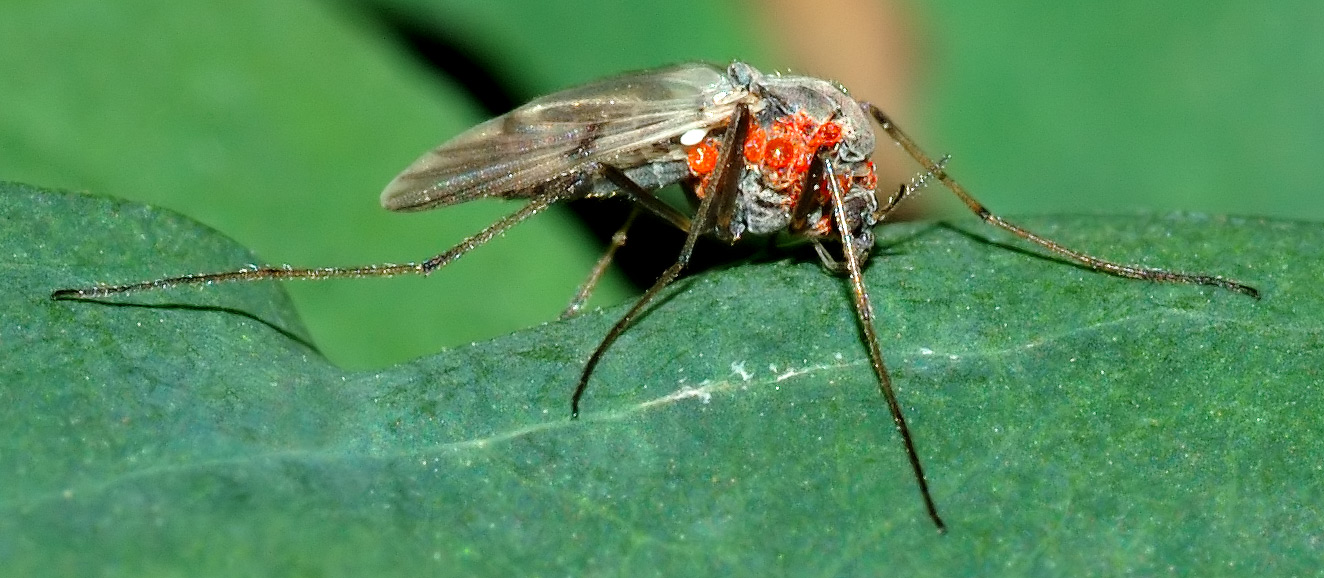
Mosquito, un parásito hematófago, infestado a su vez por ácaros parásitos.

El parasitismo es un proceso por el cual una especie amplía su capacidad de supervivencia utilizando a otras especies para que cubran sus necesidades básicas y vitales, que no tienen por qué referirse necesariamente a cuestiones nutricionales, y pueden cubrir funciones como la dispersión de propágulos o ventajas para la reproducción de la especie parásita, etc. Casi todos los animales poseen algunas especies parásitas.
Los grupos más conocidos de parásitos pertenecen a los monogéneos, digéneos, cestodos, nematodos, hirudíneos y copépodos. Entre los parásitos pueden incluirse también algunas especies de percebes, almejas, turbelarios, hidrozoos, aves como el cuclillo e incluso algunos tiburones.
Los parásitos que viven dentro del anfitrión u organismo hospedador se llaman endoparásitos y aquellos que viven fuera reciben el nombre de ectoparásitos. Un parásito que mata al organismo donde se hospeda es llamado parasitoide. Algunos parásitos son parásitos sociales, obteniendo ventaja de interacciones con miembros de una especie social, como son los áfidos, las hormigas o las termitas.
El parasitismo puede darse a lo largo de todas las fases de la vida de un organismo o solo en periodos concretos de su vida. Una vez que el proceso supone una ventaja apreciable para la especie parásita, queda establecido mediante selección natural y suele ser un proceso irreversible que desemboca a lo largo de las generaciones en profundas transformaciones fisiológicas y morfológicas de tal especie.
Como todo parásito sigue siendo un organismo, puede verse convertido a su vez en hospedador de una tercera especie. Al parásito que parasita a otro parásito se le suele denominar hiperparásito, un ejemplo de ello son los virus satélites, que requieren a otros virus para replicarse. También algunos himenópteros y dípteros son hiperparásitos. Razones de productividad ecológica limitan el número de niveles de parasitismo a unos pocos.

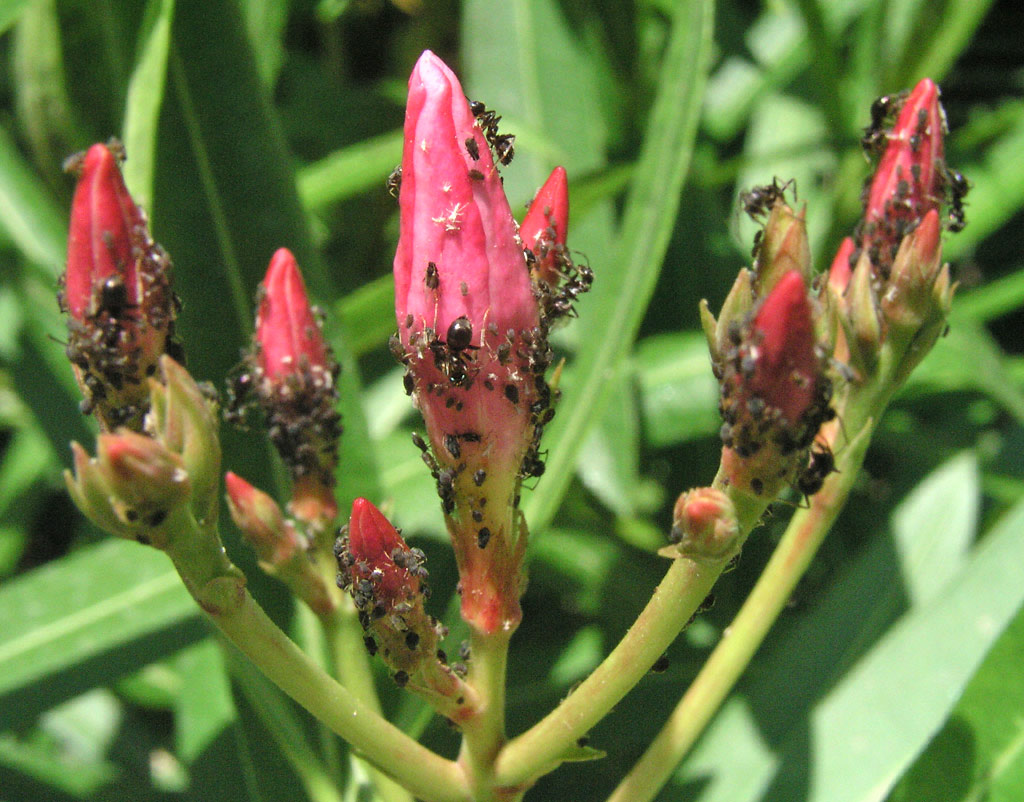
Interacción simbiótica de hormigas con áfidos parásitos sobre capullos de adelfa.

### Procesos de infección parasitaria
Muchos endoparásitos obtienen beneficio de los organismos anfitriones mediante mecanismos pasivos, por lo que como por ejemplo el nematodo Ascaris lumbricoides, un endoparásito que vive en el intestino de los seres humanos. A. lumbricoides produce un gran número de huevos, que son transportados desde el tramo digestivo hasta el medio externo, dependiendo de los humanos el ser ingeridos en lugares que no tengan una buena salubridad.
Los ectoparásitos (parásitos externos), a menudo tienen elaborados mecanismos y estrategias para encontrar organismos hospedadores. Algunas sanguijuelas acuáticas, por ejemplo, localizan organismos con sensores de movimiento y confirman su identidad registrando las sustancias químicas antes de fijarse a la piel.

### Interacciones entre parásitos y sus hospedadores

#### Coevolución y coespeciación
Otra característica del parasitismo es que si bien el parásito debe adaptarse a la respuesta inmunitaria y, en general, a la vida parasitaria, el hospedador también debe hacerlo. Esto se debe a que la población parásita ejerce una presión selectiva en este, de modo que el parásito y el anfitrión coevolucionan paralelamente a consecuencia del parasitismo. Esto explica, por ejemplo, que el gen de la anemia de células falciformes sea muy frecuente en zonas endémicas de malaria.
La estrecha correspondencia entre las evoluciones de parásitos y su anfitrión o huésped tiene mucho que ver con la especificidad del parasitismo. Los parásitos son generalmente muy selectivos con respecto a sus hospedadores, llegando en un elevado porcentaje de casos a ser exclusivos de una especie. De hecho, no hay apenas especie de planta o animal de cierto tamaño, o incluso microscópica, que no cuente con algún parásito propio y no compartido. Esto, junto con el hecho de que algunos parásitos también puedan ser hospedadores de otros parásitos, hace que la proporción de parásitos en la biota global sea notablemente alta.
Muchos parásitos, particularmente los microorganismos, se han adaptado evolutivamente a especies huéspedes en concreto; en tales interacciones las dos especies han evolucionado cada una por su lado dentro de una relación relativamente estable, que no mata al anfitrión de manera rápida —lo que también sería perjudicial para el parásito—. La mayor parte de los patógenos están destinados a convertirse evolutivamente en parásitos.
En algunos casos, la relación del hospedador con su parásito puede ser más estrecha, e incluso llegar a formarse una coespeciación entre ellos. Existe un ejemplo particularmente notable de coespeciación entre un spumavirus, llamado virus espumoso de los simios (SFV), y sus huéspedes primates. En un estudio, se compararon las filogenias de las polimerasa del SFV con las de la subunidad II de la citocromo oxidasa mitocondrial de primates africanos y asiáticos.  Sorprendentemente, los árboles filogenéticos fueron muy congruentes en orden de ramificación y de divergencia. Por lo tanto, el virus espumoso del simio puede haber coespeciado con primates del Viejo Mundo por lo menos unos 30 millones de años atrás. Es así como la filogenia (historia evolutiva) de los parásitos nos ayuda a explicar la de sus huéspedes.
Otro ejemplo de coespeciación está relacionado con una disputa antigua acerca de si el parentesco de los flamencos, orden Phoenicopteriformes, es mayor con las cigüeñas (orden Ciconiiformes) o con los patos (orden Anseriformes). Se encuentran parásitos comunes entre pelícanos y gansos como el piojo Anaticola phoenicopteri (literalmente Anaticola significa ‘que habita sobre los patos’; y phoenicopteri quiere decir ‘de los flamencos’), lo que viene a responder al interrogante ya que esto indica que los flamencos comparten un género de parásitos de piojos (generalmente muy específicos para su hospedador) con los patos y los gansos, pero no con las cigüeñas. Es una prueba de una relación filogenética más íntima con los Anseriformes.

#### Defensas contra los parásitos
Es muy común que los organismos anfitriones o huéspedes también hayan desarrollado mecanismos de defensa. Las plantas a menudo producen toxinas, por ejemplo, que desalientan a los hongos parásitos, a bacterias, así como también a los herbívoros. El sistema inmunitario de los vertebrados puede ser objetivo de la mayoría de los parásitos a través del contacto con fluidos corporales.
Referente a medicamentos contra los parásitos, estos son denominados antiparasitarios.

#### Inmunoevasión
Una de las características comunes del parasitismo es que conlleva un intercambio de sustancias, que provocan en el hospedador una respuesta inmunitaria. De esta manera, el parásito debe vencer la acción del sistema inmunitario del hospedador para tener éxito. Así, las interacciones antígeno-anticuerpo son más complicadas cuanto mayor sea la complejidad de los antígenos. Las células eucariotas poseen una gran cantidad de antígenos si las comparamos con las de bacterias o las de los virus.
Un recurso de inmunoevasión para el parásito es el de formar antígenos que se parezcan a los del hospedador (mimetismo molecular). Otro, es el de adherir antígenos del hospedador a la superficie externa del cuerpo del parásito (enmascaramiento antigénico); otro, es el recurso de ir variando constantemente y rápidamente sus proteínas de superficie (variación antigénica) de forma que los anticuerpos producidos por el hospedador no lo puedan reconocer; el resultado es que el hospedador invadido no reconoce al parásito como invasor o la respuesta que este produce no es totalmente efectiva.

### Pérdida de genes y funciones por evolución

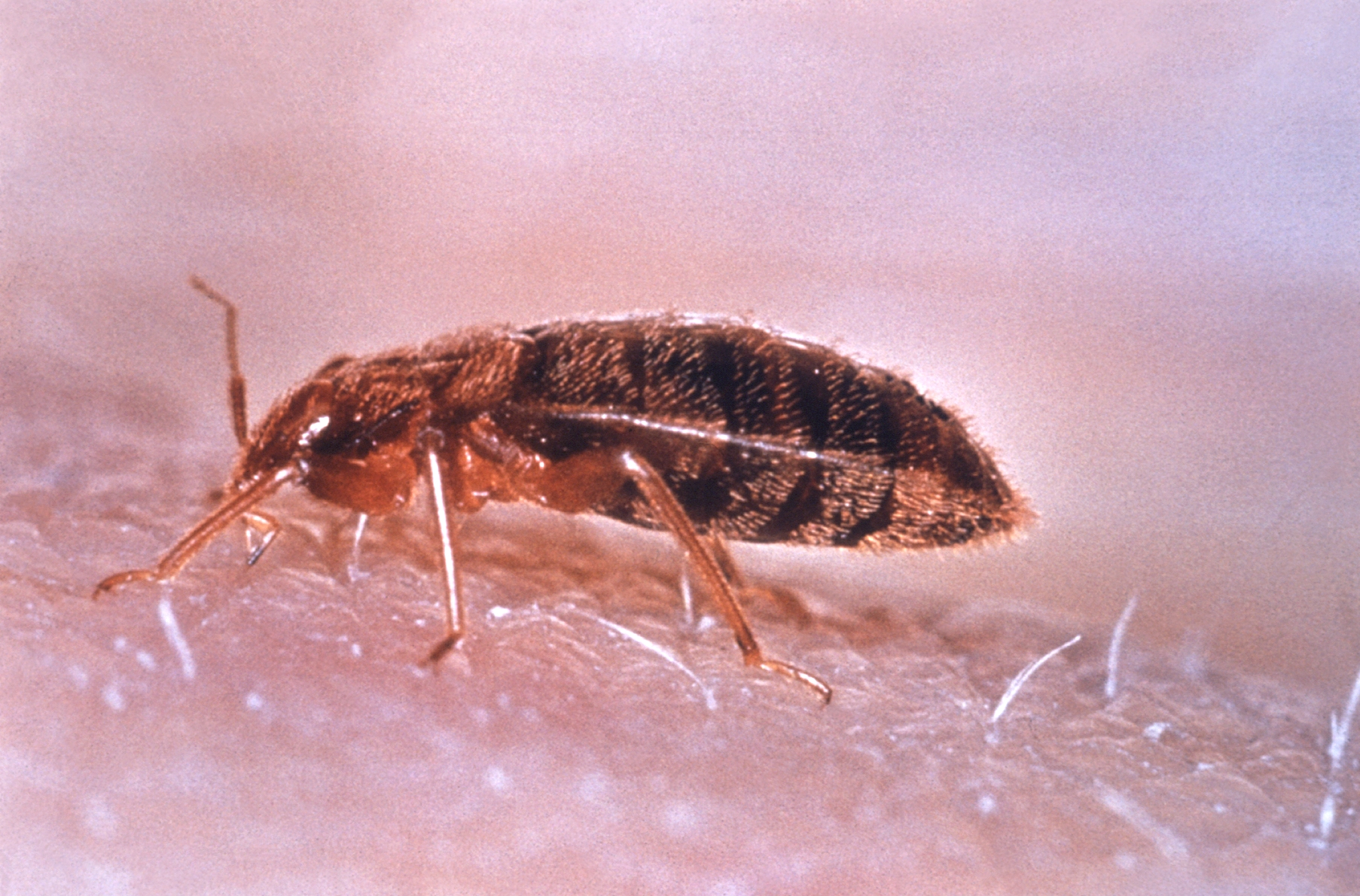
Chinche (Cimex lectularius).

En los grupos que evolucionan en el parasitismo es común que se produzca una fuerte simplificación o reducción orgánica, a veces tan drástica que hace sus afinidades irreconocibles. Existen numerosos ejemplos en la naturaleza de evolución de los parásitos que conlleva la pérdida de genes, características y/o funciones imprescindibles para sobrevivir fuera del anfitrión, convirtiéndose en parásitos obligados. Entre estos ejemplos destacan.
- Las bacterias Rickettsiales o Rickettsias, pequeñas bacterias del orden de las proteobacterias, cuya mayoría de especies descritas solo pueden vivir en endosimbiosis con otras células. Algunas son patógenos notables, incluyendo el género Rickettsia, que causa diversas enfermedades en el hombre.
- Las bacterias clamidias (Chlamydiota), un filo de bacterias cuyos miembros son endosimbiontes o patógenos intracelulares obligados.[5]
- Especies Protistas sin mitocondrias, los cuales carecen de ellas por una pérdida secundaria, o una degeneración de las mismas, para adaptarse a un modo de vida parásito, intracelular o anaerobio.[6]
- Se piensa por ejemplo que los mixosporidios, considerados tradicionalmente protistas parásitos, son en realidad formas muy reducidas de animales emparentados con los corales; los cuales perdieron su pluricelularidad a causa de su parasitismo.
- También se cree que las levaduras, hongos unicelulares de los ascomicetos o basidiomicetos, evolucionaron de distintos hongos pluricelulares, los cuales perdieron su pluricelularidad por el parasitismo.
- Un ejemplo menos exagerado lo ofrece la pérdida de las alas en moscas parásitas del ganado, pérdida que representa una fase inicial de la misma trayectoria evolutiva que hizo derivar a las pulgas (orden Siphonaptera) precisamente de ciertas moscas (orden Diptera).

## Clasificación
- Los microparásitos son pequeños y extremadamente numerosos, se multiplican dentro del huésped y en muchos casos lo hacen dentro de las células del huésped, por lo tanto se relacionan con el metabolismo y provocan reacciones por parte de los anticuerpos.
- Los macroparásitos crecen, y en algunos casos se multiplican dentro del anfitrión. En otros casos producen fases infecciosas que salen fuera del anfitrión, para afectar a otros. Viven sobre (los piojos, por ejemplo) o dentro del cuerpo (las lombrices intestinales, por ejemplo) o en las cavidades del hospedero y, por lo general, se puede estimar el número de macroparásitos existente en el organismo afectado.

El parasitismo implica una relación trófica con su anfitrión (obtención de nutrientes), pero también puede implicar otras relaciones como lo es la de protección por parte de este último.

### Tipos de parásitos

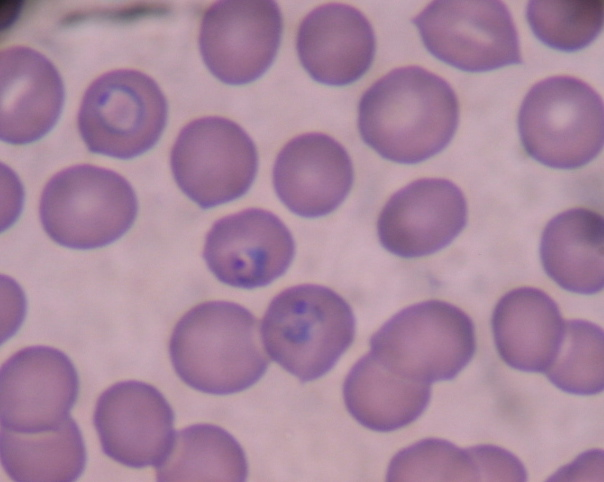
Trofozoítos del protista Plasmodium.

Existen distintos tipos de parásitos y en muchos grupos biológicos. Entre estos están:
- los virus, que son parásitos obligados,
- las bacterias,
- los hongos,
- las plantas,
- los protistas (como los apicomplejos o algunas algas rojas), y
- muchos animales.

Atendiendo al lugar ocupado en el cuerpo del hospedador, los parásitos pueden clasificarse en:
- Ectoparásitos: viven en contacto con el exterior de su hospedador (por ejemplo, la pulga).
- Endoparásitos: viven en el interior del cuerpo de su hospedador (por ejemplo, una tenia o una triquina).
- Mesoparásitos: poseen una parte de su cuerpo mirando hacia el exterior y otra anclada profundamente en los tejidos de su hospedador. En algunos casos extremos de mesoparásitos de peces (copepodos pennellidae), pueden tener la cabeza introducida en el corazón de su hospedador y extenderse por las arterias hasta las branquias, o perforar la cavidad visceral.

Dependiendo de su capacidad para vivir sin el huésped se dividen en:
- Parásito obligado. Necesita el huésped para completar su ciclo vital.
- Parásito facultativo. No necesita el huésped para completar su ciclo vital, puede realizar vida libre.

## Parasitología

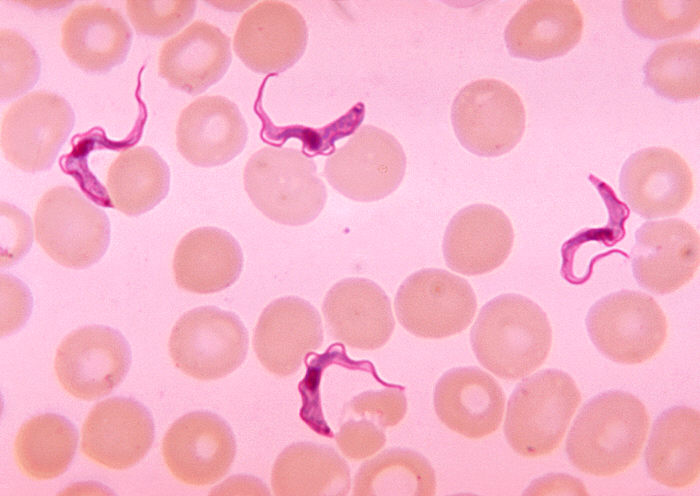
Ejemplo de Parasitología.

La ciencia que estudia los parásitos es la parasitología. Dado que la mayoría de los microorganismos que producen infecciones son estudiados por la microbiología, la parasitología se encarga principalmente de estudiar a los parásitos eucariotas excepto los hongos. Es decir, tanto los eucariotas unicelulares del grupo parafilético Protista, como los pluricelulares (plantas y metazoos) que incluyen a platelmintos, nematodos, artrópodos.
En ocasiones, es difícil diferenciar el fenómeno de parasitismo de los siguientes: comensalismo, simbiosis, foresis y depredación, ya que las distinciones entre estos varían de un autor a otro.